# عشبة النقود
عُشبة النقود السَّكَرجا والمعروف باللغة الإنجليزية باسم جرس الثلج جنس يضم نحو 15 نوعًا من النباتات المزهرة الأصيلة في الجبال الأورُبّية من جبال البُرتات وجبال الأبِنّينة وجبال الألب والكارِبات والبلقان . تنمو في الغابات والمراعي الرطبة والمناظر الطبيعية الصخرية على ارتفاع 500-3000 متر فوق مستوى سطح البحر ويغلب أن تكون في أجوف تحمل الثلوج في أواخر الربيع وأوائل الصيف. الاسم Soldanella يعني العملات المعدنية الصغيرة باللغة الإيطالية.